# Synagoga w Delémont
Synagoga w Delémont – synagoga znajdująca się w Delémont, w szwajcarskim kantonie Jura.
Synagoga została zbudowana w 1911 roku, w eklektycznym, neogotyckim i lokalnym stylu. Jest obecnie jedynym centrum religijnym oraz kulturalnym gminy żydowskiej w Delémont.